# Malpighia granitica
Malpighia granitica är en tvåhjärtbladig växtart som beskrevs av F. K. Meyer. Malpighia granitica ingår i släktet Malpighia och familjen Malpighiaceae. Inga underarter finns listade i Catalogue of Life.